# Gaetano Belloni
Gaetano Belloni, född den 26 augusti 1892 i Pizzighettone, död den 9 januari 1980 i Milano, var en italiensk tävlingscyklist som var professionell från 1916 till 1932. Hans främsta meriter var totalsegern i Giro d'Italia 1920 (plus fyra etappsegrar detta år av totalt 12 under karriären), samt tre segrar i Lombardiet runt och två i Milano–Sanremo.

## Meriter

### Landsväg
| 1914 Italiensk amatörmästare Vinnare av Il Piccolo Lombardia Vinnare av Coppa del Re 1915 Vinnare av Lombardiet runt 1916 Vinnare av Milano–Varese 1917 Vinnare av Milano–Sanremo Vinnare av Milano–Varese Vinnare av Giro della Provincia Milano (med Alfredo Sivocci) 6:a i Lombardiet runt 1918 Vinnare av Lombardiet runt Vinnare av Milano–Torino Vinnare av Milano–Modena 2:a i Milano–Sanremo 3:a i Milano–Varese 5:a i Giro dell'Emilia 1919 2:a totalt i Giro d'Italia Vinnare av etapp 5 2:a i Lombardiet runt 2:a i Giro del Piemonte 2:a totalt i Roma–Trente–Trieste 3:a i Giro della Provincia Milano (med Alfredo Sivocci) 4:a i Milano–Torino 1920 Vinnare totalt av Giro d'Italia Vinnare av etapperna 2, 3, 7 och 8 (TTT) Vinnare av Milano–Sanremo Vinnare av Giro della Provincia Milano (med Giuseppe Azzini) 2:a i Milano–Torino 3:a i Lombardiet runt 3:a i Giro del Piemonte 4:a i Giro dell'Emilia 1921 Vinnare av Milano–Modena Vinnare av Giro della Provincia Milano (med Angelo Gremo, oktober) 2:a totalt i Giro d'Italia Vinnare av etapperna 5, 9 och 10 2:a i Lombardiet runt 2:a i Corsa del XX settembre 3:a i Giro della Provincia Milano (med Angelo Gremo, maj) 8:a i Milano–Sanremo | 1922 Vinnare av etapperna 1 och 3 i Giro d'Italia Vinnare av Giro della Provincia Milano (med Costante Girardengo, maj) Vinnare av Giro della Provincia Milano (med Giovanni Brunero, november) 2:a i Giro di Romagna 2:a i Tour du lac Léman 6:a i Paris–Roubaix 10:a i Giro del Piemonte 1923 2:a i Milano–Sanremo 2:a i Milano–Torino 8:a i linjelopp vid Italienska mästerskapen 1924 2:a i Milano–Sanremo 2:a i Giro dell'Emilia 2:a i Giro del Veneto 2:a i Giro della Provincia Milano 6:a i Lombardiet runt 1925 Vinnare av Giro del Piemonte Vinnare av Milano–Modena 2:a i Corsa del XX settembre 3:a i linjelopp vid Italienska mästerskapen 4:a totalt i Giro d'Italia Vinnare av etapperna 1 och 8 4:a i Giro dell'Emilia 1926 Vinnare av Groβer Sachsenpreis 2:a i Berlin–Cottbus–Berlin 3:a i Rund um Köln 4:a i Milano–Sanremo 4:a i Giro della Provincia Milano (med Antonio Negrini) 1927 Vinnare av Rund um Köln 2:a i Quer Durch Thüringen 2:a i Berlin–Cottbus–Berlin 4:a i linjelopp vid Världsmästerskapen 1928 Vinnare av Lombardiet runt 3:a i Groβer Sachsenpreis 1929 Vinnare av etapp 1 i Giro d'Italia Vinnare av Corsa del XX settembre 1932 5:a i Giro della Provincia Milano (med Luigi Barral) |

### Bana
| 1922/1923 Vinnare av New Yorks sexdagars med Alfred Goullet 1926/1927 2:a i New Yorks sexdagars med Franco Giorgetti 1927/1928 2:a i New Yorks sexdagars med Anthony Beckman | 1928/1929 3:a i New Yorks sexdagars med Anthony Beckman 1929/1930 Vinnare av Chicagos sexdagars med Reginald McNamara Vinnare av New Yorks sexdagars med Gérard Debaets 1934/1935 3:a i New Yorks sexdagars med Tino Reboli |

### Världsrekord
Tre timmar
113,031 km (1916)
Sex timmar
217,232 km (1916)